# Soedzja (rivier)
De Soedzja (Russisch: Суджа) is een rivier in Rusland in de oblast Koersk. De plaats Soedzja is genoemd naar de rivier. De Soedzja maakt deel uit van het stroomgebied van de Dnjepr.